# Beswick (Yorkshire de l'Est)
Pour les articles homonymes, voir Beswick (homonymie).
Beswick est une paroisse civile et un village du Yorkshire de l'Est, en Angleterre.